# Золотой пояс Дмитрия Донского

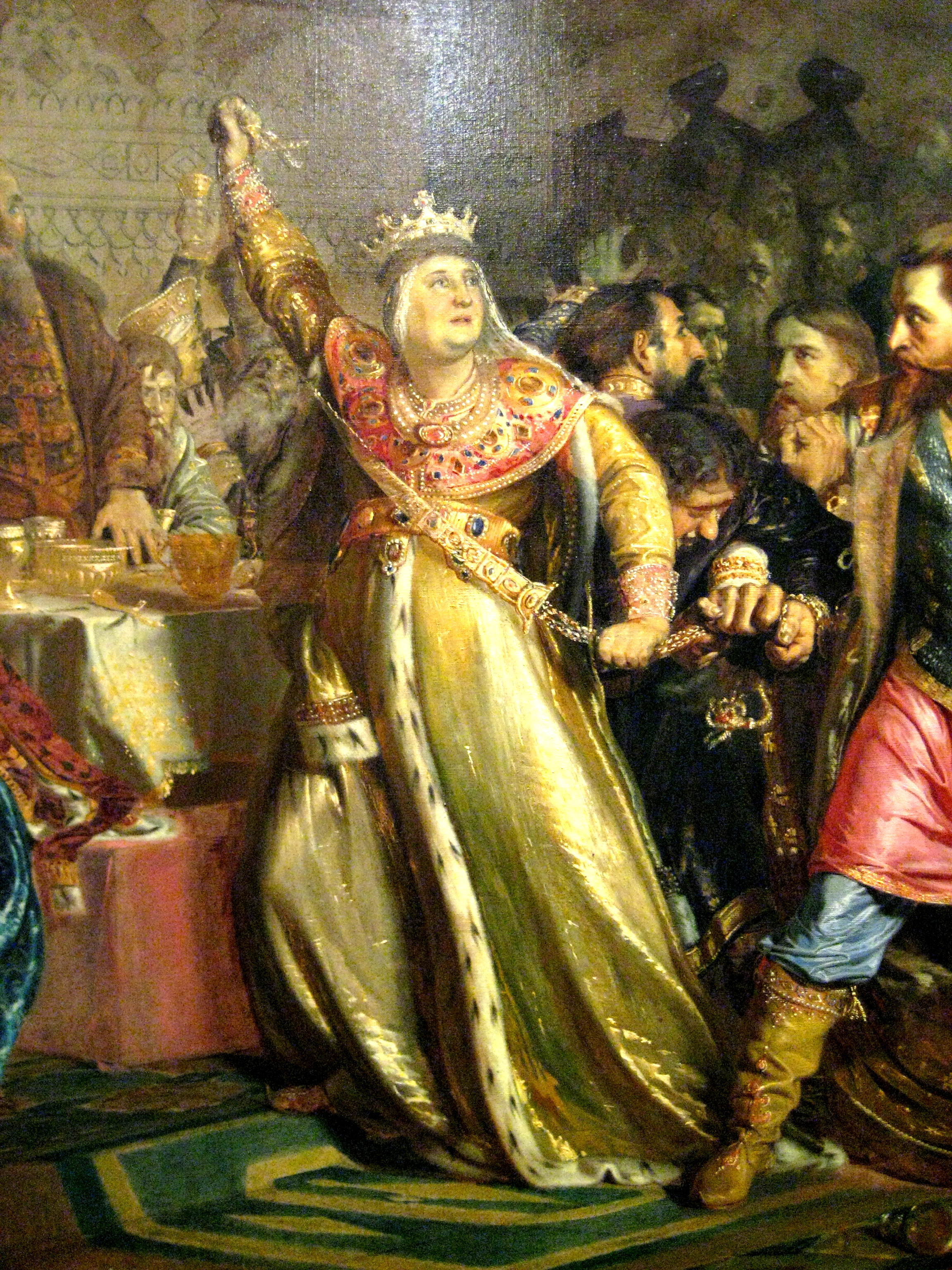
Софья Витовтовна с поясом (фрагмент картины П. Чистякова)

Золотой пояс Дмитрия Донского в 1433 году стал поводом к очередному конфликту между потомками двух сыновей Дмитрия Донского.

## XV век
8 февраля 1433 года в Москве состоялась свадьба внука Дмитрия Донского великого князя Василия II (Тёмного) с Марией Ярославной. На свадьбу прибыл внук по другой линии, князь Дмитрий Шемяка вместе с братом Василием Юрьевичем (Косым) (их отец Юрий Дмитриевич и брат Дмитрий Красный отсутствовали).

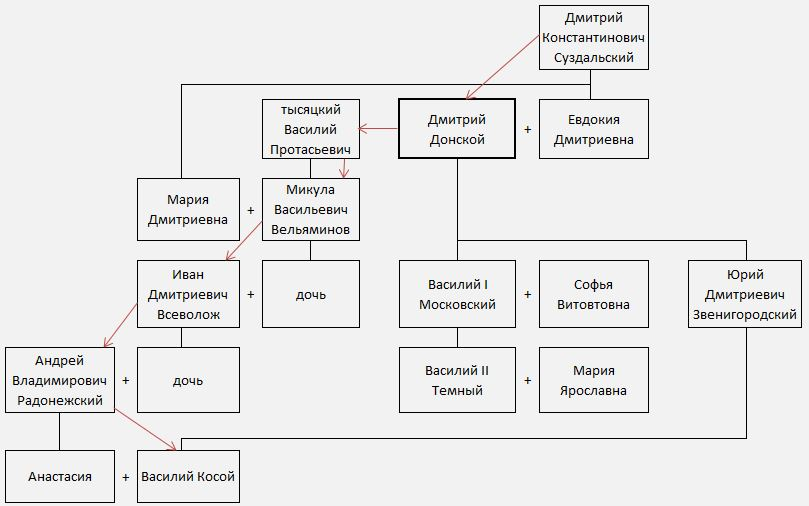
Родословное древо обеих семей. Красной стрелкой показаны дарения и наследования пояса

Во время празднования один из гостей опознал «пояс злат, на чепех, с камением» , надетый на Василии Косом. По Ермолинской летописи это был Захарий Кошкин (по Устюжской летописи — наместник московского князя в Ростове Пётр Добрынский).
Этот пояс был якобы украден 67 лет назад, в 1366 году в Коломне тысяцким Василием Васильевичем у великого князя Дмитрия Донского во время его свадьбы с Евдокией Дмитриевной (это был подарок тестя, суздальского князя). От Василия Протасьевича пояс будто бы достался мужу его внучки, боярину Ивану Всеволожу, в свою очередь подарившему его мужу своей внучки — Василию Косому.
Мать жениха, вдовая княгиня московская Софья Витовтовна публично сорвала с Василия Косого пояс. Оскорбленный Василий в гневе удалился. В результате его отец Юрий Дмитриевич Звенигородский и его сыны начали боевые действия против Москвы, которые оказались успешными. В 1433 году Юрий Дмитриевич занял Москву, Софья вынуждена была бежать вместе с сыном и невесткой к Твери, а затем в Кострому. Далее война продолжалась с переменным успехом, конфликт затянулся на двадцать лет. Например, сначала Василий Косой в 1434 году был ослеплен по приказу Василия II, как раз тогда приобретя прозвище «Косой». А в 1446 году был захвачен и ослеплен Василий II, став отныне «Темным».
В Лицевом летописном своде этот скандал на свадьбе и связанные с ним военные конфликты описаны и подробно проиллюстрированы:
«…на свадьбе у великого князя Василия Васильевича. И тогда узнал Петр Константинович на князе Василии золотой пояс на цепях с драгоценными камнями, который был отдан великому князю Дмитрию Ивановичу князем Дмитрием Константиновичем Суздальским. Об этом упоминаем потому, что много зла произошло из-за этого. Тот пояс на свадьбе великого князя Дмитрия Ивановича подменил тысяцкий Василий. Великому князю дал меньший, а тот отдал своему сыну Микуле, а замужем за Микулой была Мария, старшая дочь того же князя Дмитрия Константиновича Суздальского. А Микула тот пояс отдал в приданое Ивану Дмитриевичу, а Иван Дмитриевич отдал его в приданое за свою дочь князю Андрею Владимировичу. Потом, когда после смерти князя Андрея и возвращения из Орды, Иван Дмитриевич обручал дочь князя Андрея, а свою внучку, за князя Василия Юрьевича, то тот пояс ему отдал; и на свадьбе великого князя Василия Васильевича пояс был на нем. Великая княгиня Софья сняла с него тогда пояс, и из-за этого князь Василий и князь Дмитрий Юрьевич обиделись и ушли из Москвы в Галич к своему отцу, и разграбили город Ярославь, казну всех князей захватили и пошли в Галич. Князь Юрий Дмитриевич пошел ратью против своего племянника великого князя Василия Васильевича…»

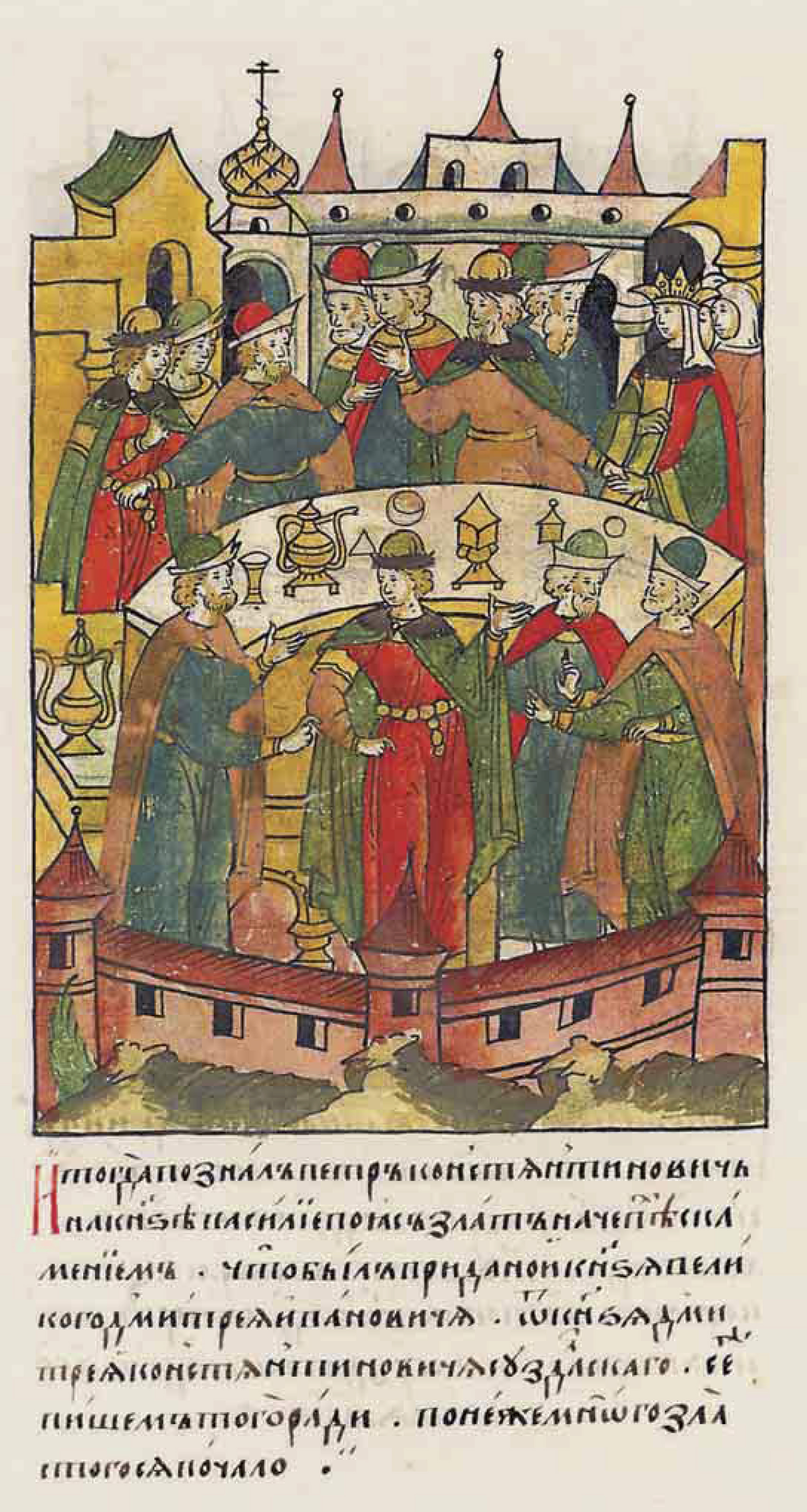
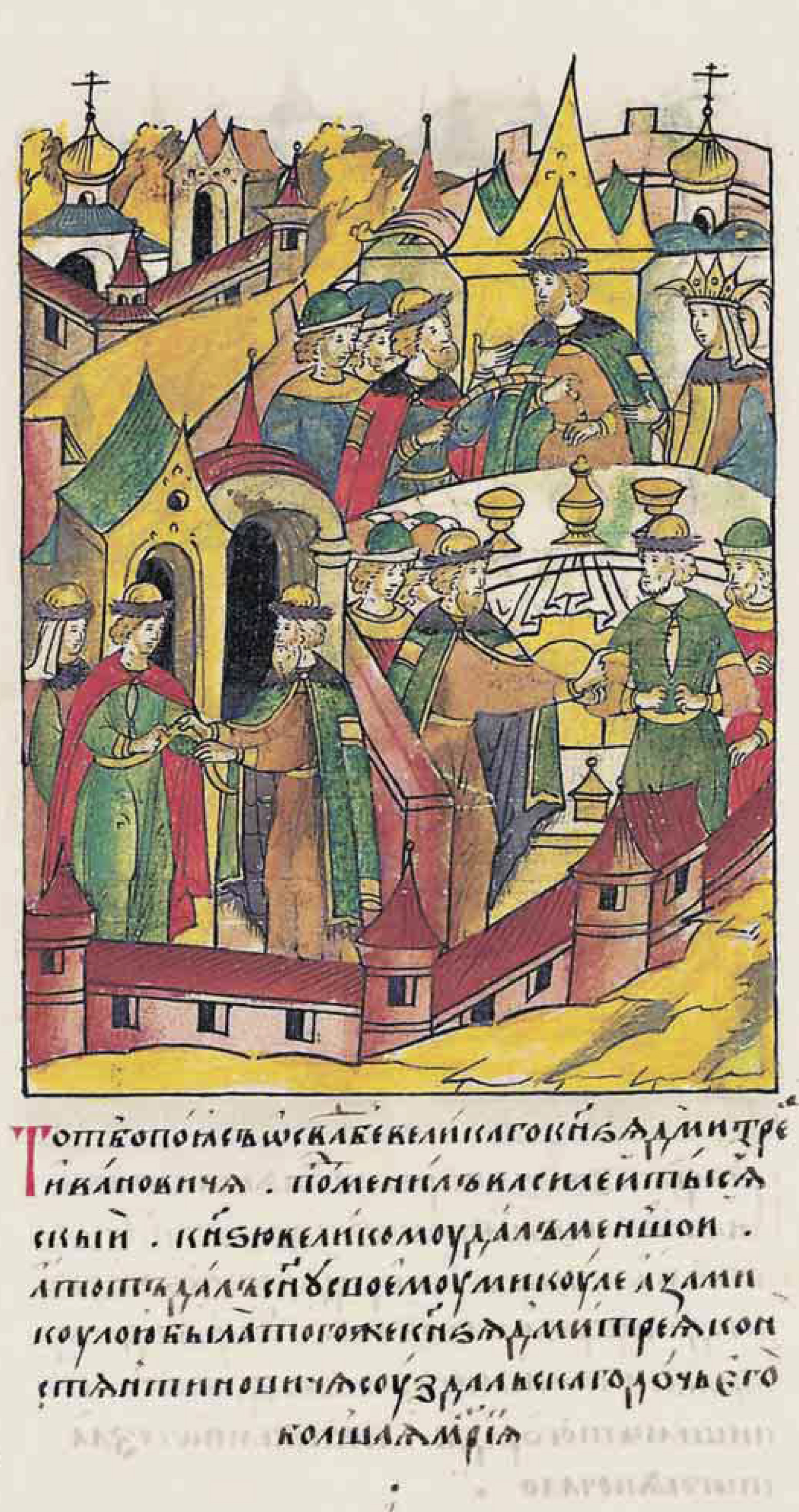
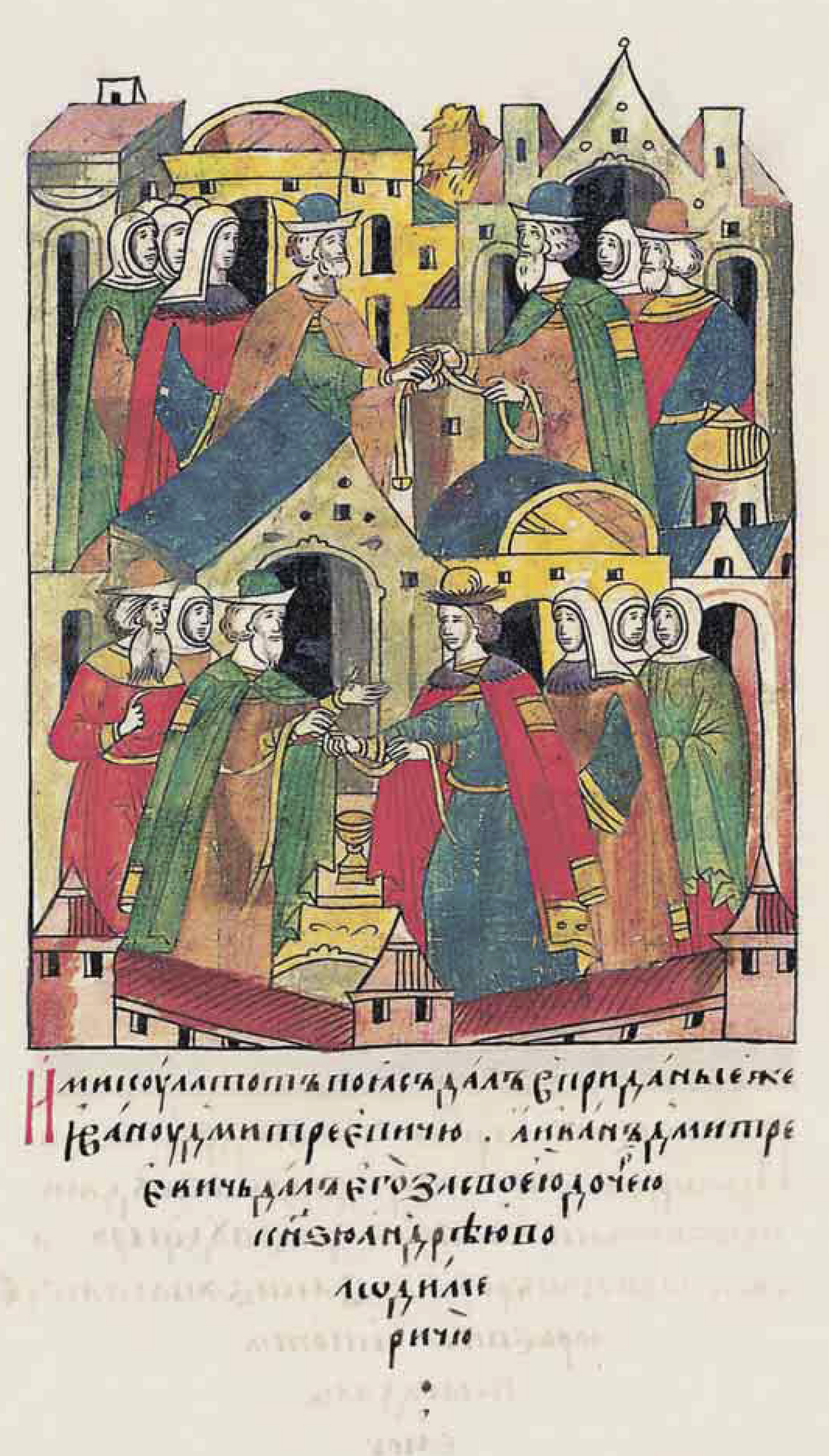
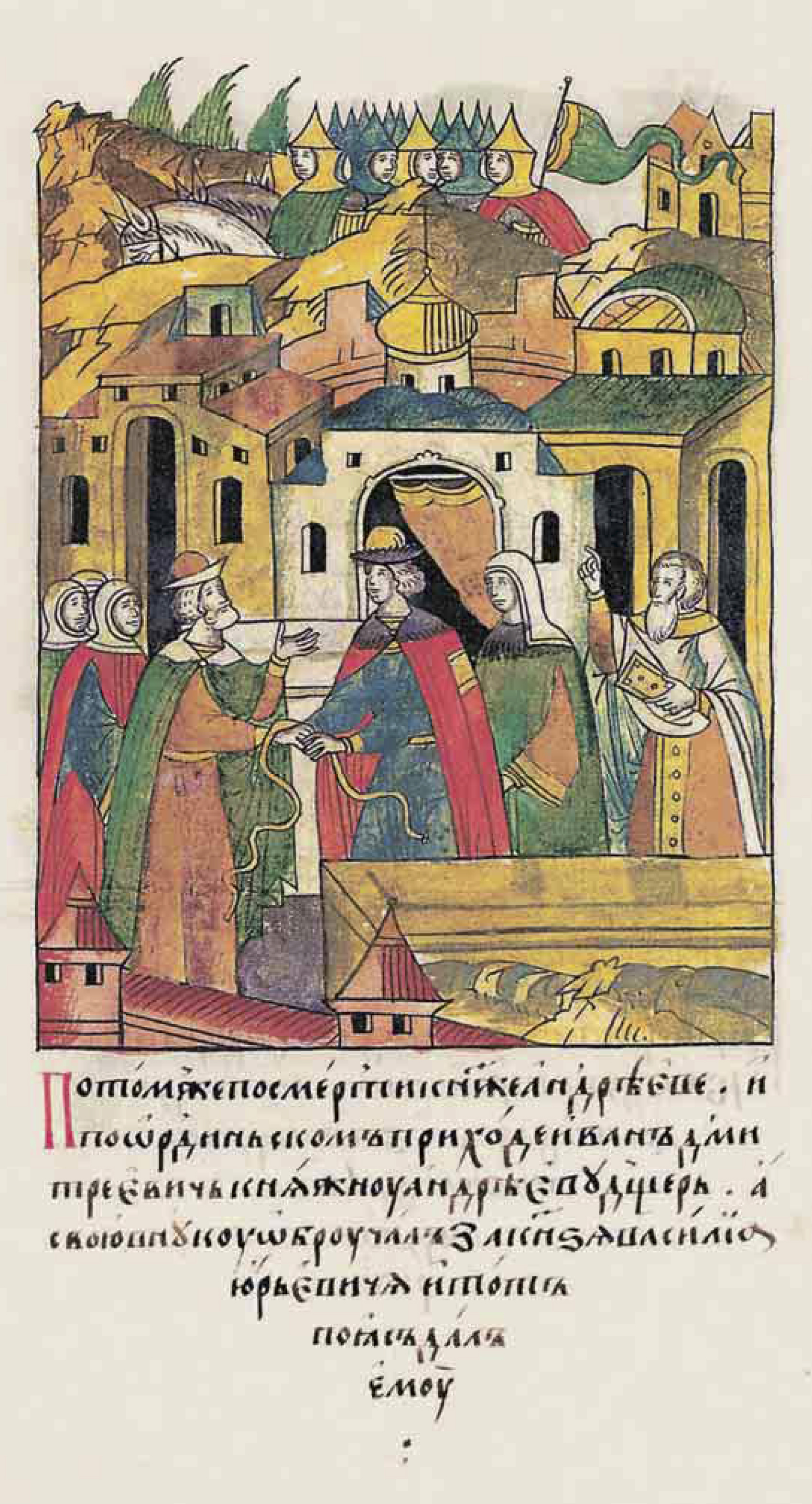
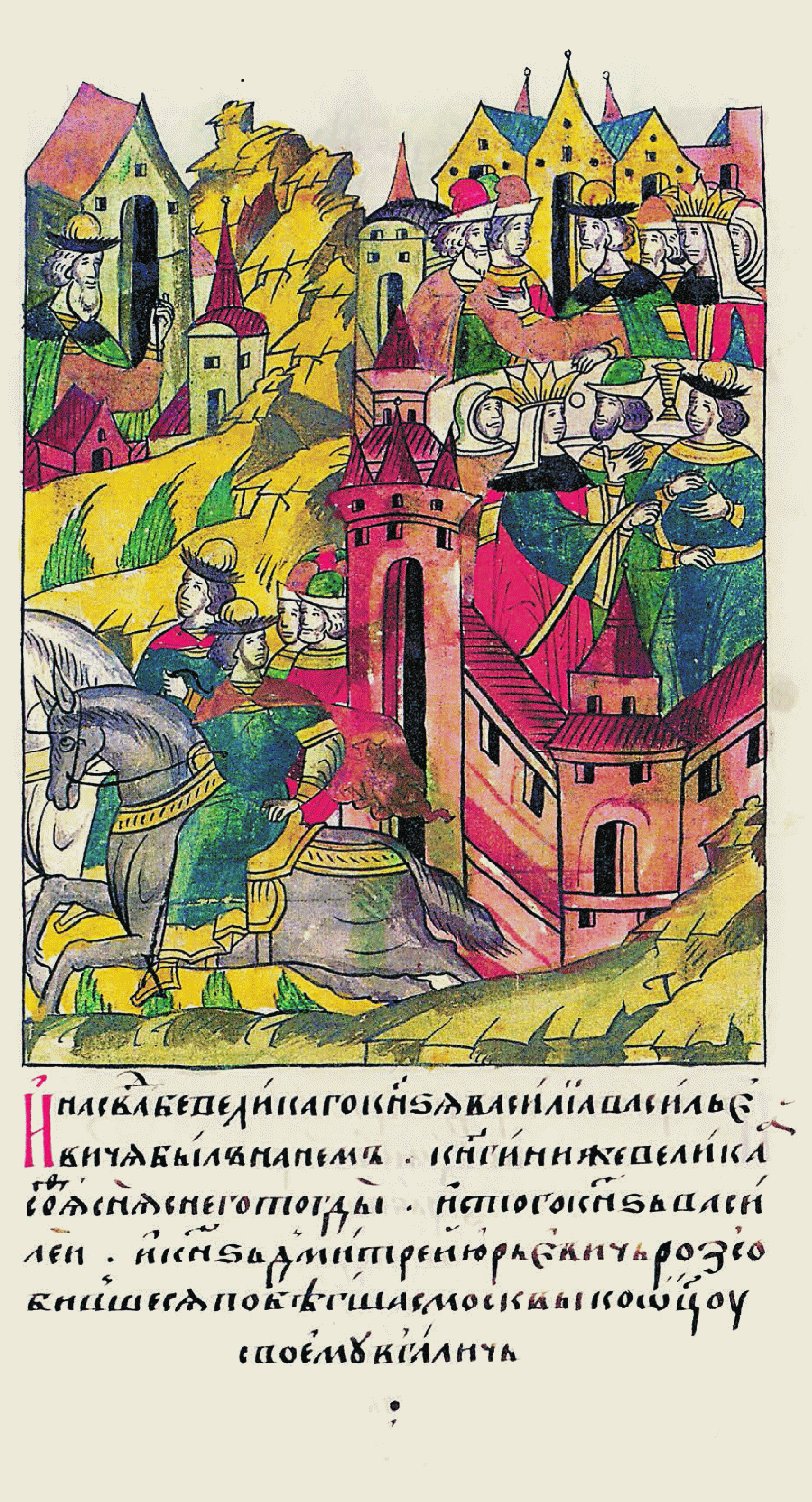

### Толкования
Исследователи отмечают, что поскольку пояс издавна был регалией, отъем его у конкурирующей ветви потомков Дмитрия Донского имел символическое значение. «Легенда о похищении пояса родилась среди боярских противников Всеволожского в условиях, когда князь Юрий Дмитриевич продолжал думать о великокняжеском престоле, а Иван Дмитриевич бежал к нему. Великая княгиня Софья Витовтовна усмотрела в истории с поясом стремление обосновать права князя Юрия Дмитриевича на великокняжеский престол и поэтому взяла на себя роль карающей руки „справедливости“. Для этой цели пришлось пожертвовать и отношениями с Юрьевичами. Пояс, вокруг которого разыгралась ссора, имел не столько ценностное, сколько символическое значение: примерно то же, что шапка Мономаха в более позднее время. Владение поясом как наследием Дмитрия Донского означало преемственность власти от этого славного победителя на Куликовом поле. С поясом также ассоциировалось обладание Нижним Новгородом (пояс некогда принадлежал великому князю Дмитрию Константиновичу)».
По мнению историка Степана Веселовского, скандал мог быть спровоцирован самим Всеволожем, который был заинтересован в ссоре Юрия Дмитриевича с Василием, чтобы «поссорить Юрьевичей с великокняжеским двором и вовлечь их в дело отца». Для чего и распустил слухи о поясе: «ни Софья, ни её приверженцы, ни московское правительство в целом не были заинтересованы в том, чтобы вызвать разрыв с Юрьевичами и бросить их в объятия отца», пишет он. А. А. Зимин замечает хронологические расхождения: на самом деле Микула погиб в Куликовской битве, когда Всеволожу не было более 10 лет. Также он отмечает, что с обстоятельствами собственно свадьбы все было не просто, например, само обручение Василия II с сестрой серпуховского князя нанесло сильнейший удар по матримониальным планам Ивана Всеволожа — он рассчитывал выдать замуж за великого князя одну из младших дочерей, а теперь его планы провалились. После объявления о помолвке Всеволож обрел приют в Галиче, где, по словам летописца, начал «подговаривати» князя Юрия возобновить борьбу за великое княжение
Есть версия, что история с внезапно обнаруженным спустя 67 лет поясом была выдумана Софьей и её окружением из мести к Ивану Всеволожу, влиятельному московскому боярину, перебежавшему на сторону конкурента её сына в борьбе за великое княжение Юрия Дмитриевича. Вскоре после этого по приказу великого князя Всеволож был ослеплён и прожил недолго. Зимин указывает, что свидетель — боярин Кошкин имел личные причины ненавидеть Всеволожа: невеста князя Мария Ярославна была дочерью двоюродной сестры Кошкина.
Биограф князя Юрия Звенигородского К. П. Ковалёв-Случевский тоже считает, что история была выдумана москвичами, однако с другой целью. Он пишет: «По всей видимости, появлялась некая новая легенда, которая, возможно, возникла уже позднее, в виде оправдания странного поступка со срыванием пояса, совершенного Софьей Витовтовной на свадьбе сына. (…) Похоже, что затея с поясом на самом деле была заранее подготовлена. И для её осуществления в виде театральной постановки (…) ожидали совсем другое действующее лицо — самого князя Юрия. (…) Зачем? А затем, для чего делалось и все предыдущее. Великокняжескому двору все время нужно было доказывать моральное превосходство над семьей Юрия Дмитриевича. Постоянные попытки унизить его и его детей были необходимы, чтобы подорвать его моральный авторитет. (…) Добавим к этому, что Василию Васильевичу постоянно нужен был повод для оправдания своих выступлений против дяди. И даже более того — ему нужна была такая ссора, которая бы наконец спровоцировала встречные действия с его стороны по отношению к племяннику. (…) не только „срывание пояса“, но даже простой намёк на то, что кто-то из Юрьевичей его украл или просто присвоил, означал сильнейшее оскорбление».

## В литературе
Юрий Михайлович Кларов в книге «Печать и колокол (Рассказы старого антиквара)» (1981), глава «Пояс золот», рассказывает, очевидно, вымышленную историю, как в 1919 году в Харькове реконструкция пояса (1914 год, автор — некий харьковский археолог, искусствовед Всеволод Михайлович Санаев) была использована красными разведчиками для «обольщения» некого полковника Друцкого, большого любителя древностей — якобы начальника белой контрразведки Добровольческой армии генерала Май-Маевского. В рассказе упоминаются Мнишеки, Юрий Хмельницкий, Мазепа и другие владельцы пояса. Герой его повести, коммунист-искусствовед, подпольщик, говорит: «безусловно, пояс, который княгиня Софья сорвала на свадьбе своего сына с Василия Косого, был возвращён в „большую казну“ и находился там по крайней мере до 1605 года, то есть до восшествия на престол Лжедмитрия».
Писатель считает, что пояс был «четырёхконцовым» и выглядел так: «Два конца, предназначенные для оружия, мастер оправил, видимо, золотыми узорчатыми наугольниками, украшенными филигранью и самоцветами. Два других имели полуовальные золотые бляхи, которые при застёгивании пояса составляли овал. На этом овале перегородчатой трехцветной эмалью сделано изображение одного из самых популярных тогда на Руси святых — Димитрия Солунского (…) на поясе он изображён в воинском облачении — с копьём и мечом. По краю овала вычеканена и частично выгравирована сцена торжественного въезда во Владимир великого князя Всеволода Юрьевича с иконой, писанной на гробовой доске этого святого. Остальную часть пояса составляют четырнадцать выгнутых золотых пластинок овальной формы, которые скрепляются между собой репьевидными золотыми кольцами. В центре каждого такого кольца находится жемчужина. На пластинках, обрамлённых филигранью, — чеканные и гравированные изображения. Снизу к пластинкам подвешены миниатюрные золотые колокольчики».

## В живописи
В 1861 году в России студентами императорской Академии художеств было написано несколько картин на этот сюжет — как академическая программа на большую золотую медаль. Сформулирована она была как «На свадьбе великого князя Василия Васильевича Тёмного великая княгиня Софья Витовтовна отнимает у князя Василия Косого, брата Шемяки, пояс с драгоценными каменьями, принадлежавший некогда Дмитрию Донскому, которым Юрьевичи завладели неправильно». Сюжет был заимствован из 5-го тома «Русской истории» Карамзина. Соискателей было пятеро: Павел Чистяков, Василий Верещагин, Николай Дмитриев-Оренбургский, Карл Гун и Богдан Вениг.
Из них наиболее известным стало полотно кисти Павла Чистякова (в ГРМ), чье название звучит как «Великая княгиня Софья Витовтовна на свадьбе великого князя Василия Темного в 1433 году срывает с князя Василия Косого пояс».
Название картины В. П. Верещагина в Иркутском музее — «Великая княгиня Софья Витовтовна на свадьбе великого князя Василия Темного в 1433 году срывает [с князя Василия Косого] пояс с драгоценными каменьями, который некогда принадлежал Дмитрию Донскому и которым Юрьевичи завладели неправильно». Верещагин за неё получил звание классного художника 1-й степени и был награждён большой золотой медалью. В собрании ГИМ находится позднее авторское повторение.
3 сентября 1861 года трое — Чистяков, Гун и Верещагин были за свои работы удостоены больших золотых медалей. Картину Чистякова Совет постановил приобрести за 800 рублей и после авторской доработки отправить на всемирную выставку в Лондон. Этот «экзамен» стал вехой развития исторической живописи в России. Спустя годы Виктор Васнецов, ученик Чистякова, писал ему в 1900 году: «Надо помнить, что русская историческая настоящая живопись началась с Вашей Софьи Витовтовны. Дай Вам бог помощи и силы создать Вам что-либо опять истинно художественное и русское. Я уверен — душа Ваша до сих пор полна свежими образами».

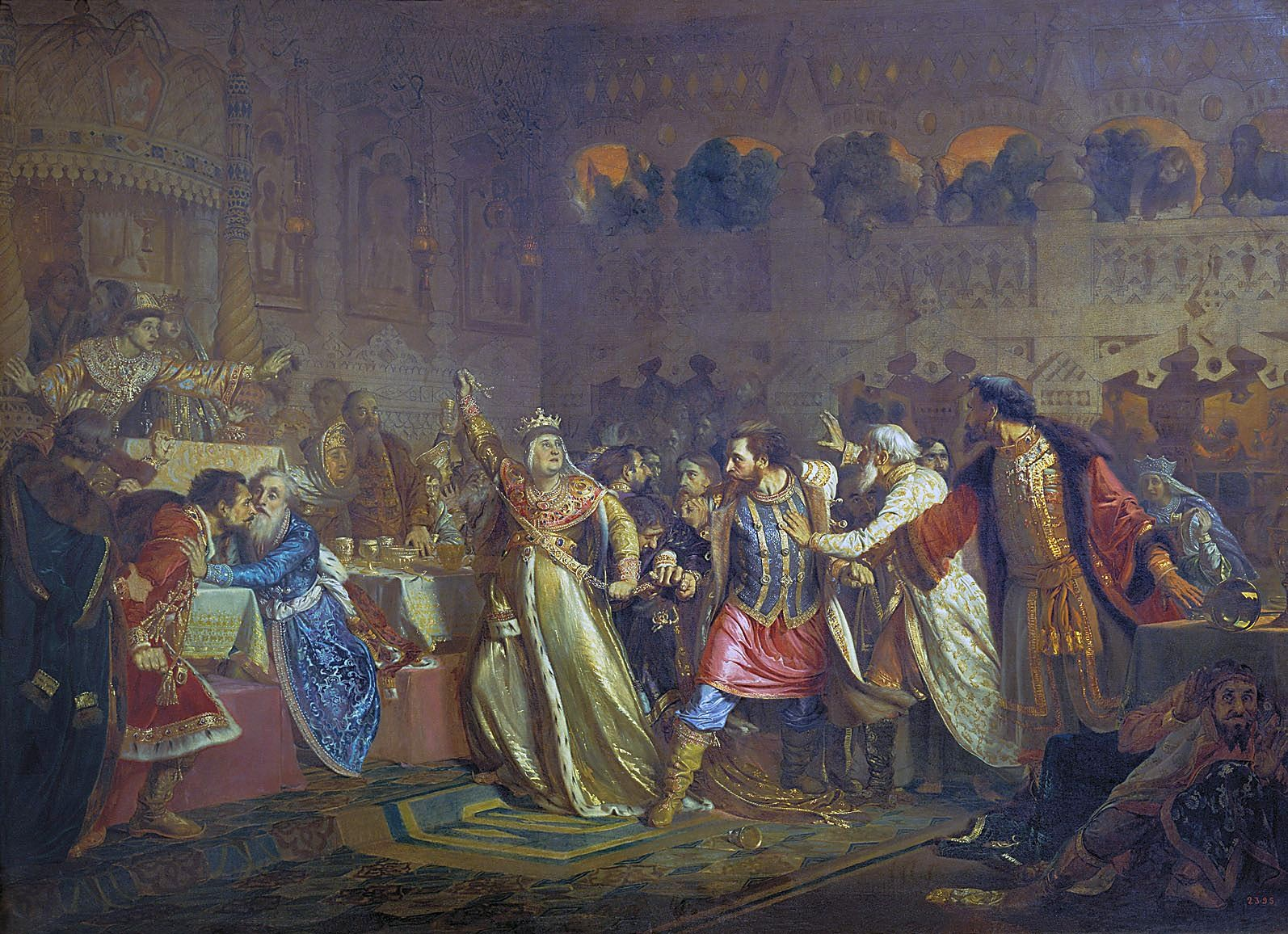
П. П. Чистяков
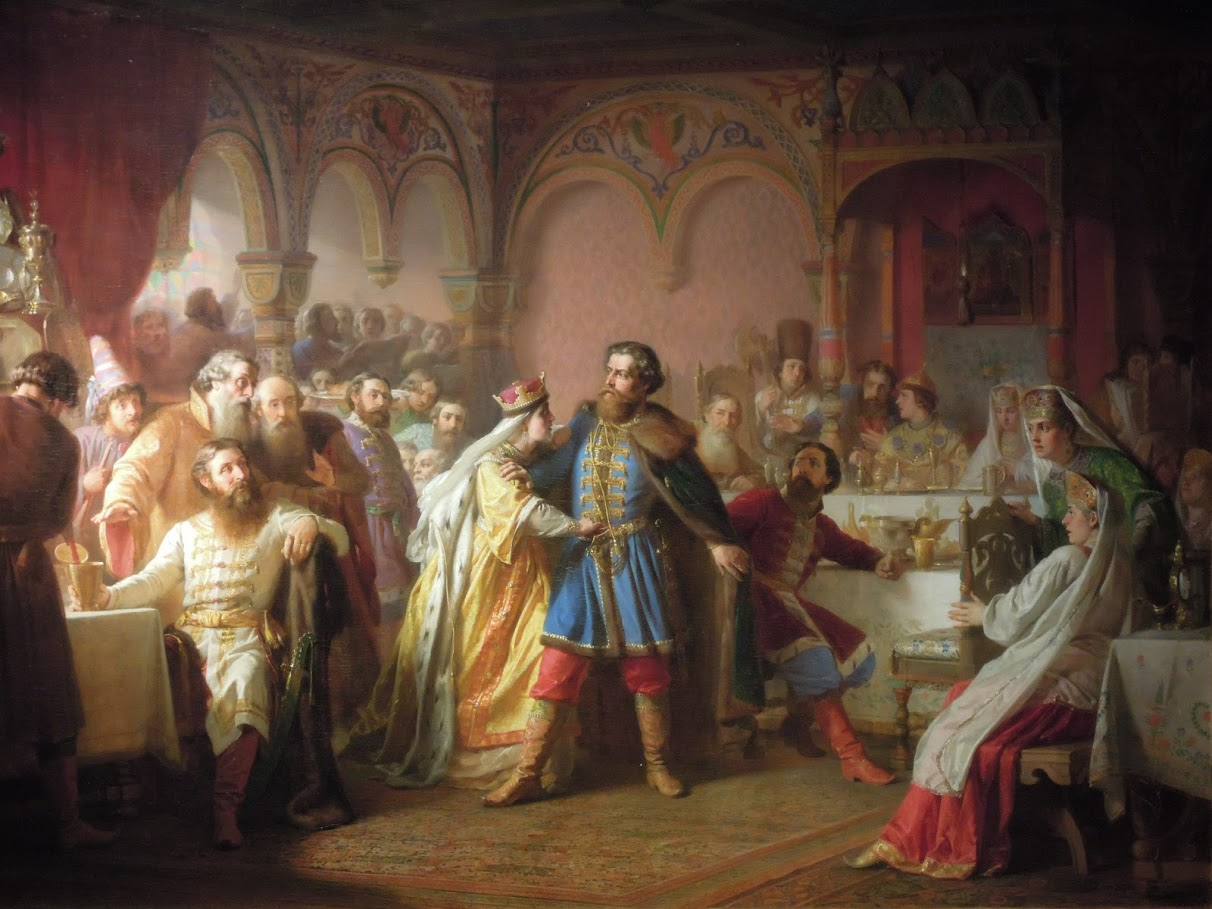
В. П. Верещагин
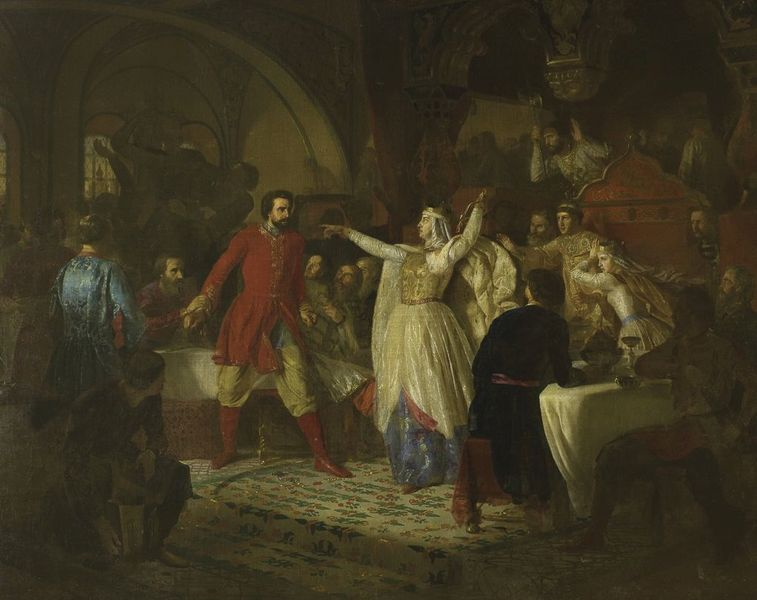
Н. Д. Дмитриев-Оренбургский
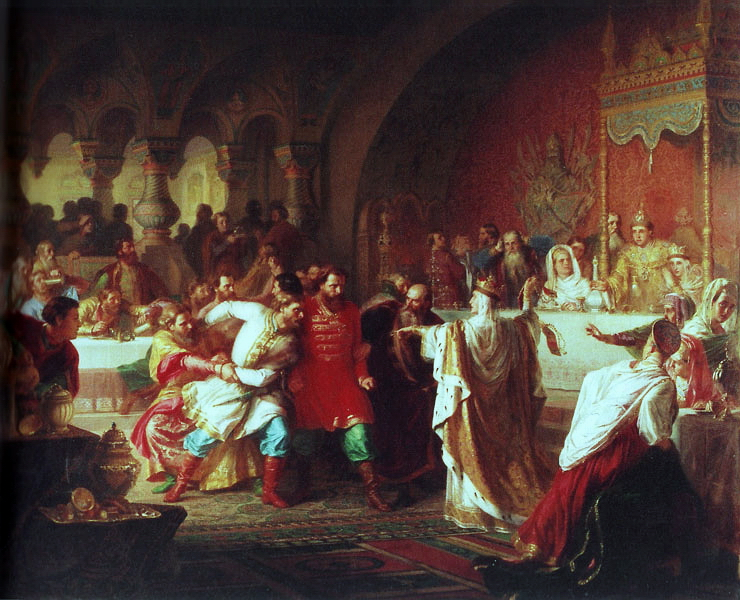
К. Ф. Гун
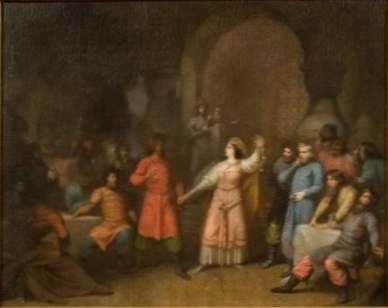
Б. Б. Вениг (?)